# Sindora sumatrana
Sindora sumatrana är en ärtväxtart som beskrevs av Friedrich Anton Wilhelm Miquel. Sindora sumatrana ingår i släktet Sindora och familjen ärtväxter. Inga underarter finns listade i Catalogue of Life.